# Pordoi-hágó
A Pordoi-hágó (olaszul: Passo Pordoi, németül: Pordoijoch vagy Pordoipaß, fassan-ladin nyelven: Jouf de Pordoi, írott ladin nyelven: Jou de Pordou) az olaszországi Dolomitokban, 2239 m tengerszint feletti magasságban fekvő alpesi hágó. A rajta áthaladó aszfaltozott 48. sz. főút az úgynevezett „Dolomit-autóút” (Strada dei Dolomiti) második legmagasabb pontja.
A hágó a Trento megyebeli Fassa-völgyben (olaszul: Val di Fassa, németül: Fassatal, ladinul: Fascia) levő Canazeit köti össze a Belluno megyei (Veneto régióbeli) Buchenstein-völgyben (ladin nevén Fodóm-völgyben) található Arabba településsel.

## Kerékpartúrázók a hágóról
„… Sok nehezebb emelkedő található a Dolomitokban a Passo Pordoinál, de egyikük sem ennyire esszenciális vagy, ami azt illeti, kvintesszenciális. Vannak szebb hágók, de talán egy sem bámulatosabb. Vannak régebbi és komolyabb stratégiát igénylő utak Észak-Olaszországban és egyesek szerint komolyabb technikai vívmánynak is számítanak, de nincs olyan – legalábbis a kerékpárosok világában – amelynek neve nagyobb áhítattal hagyná el az ajkakat.”

## Fekvése

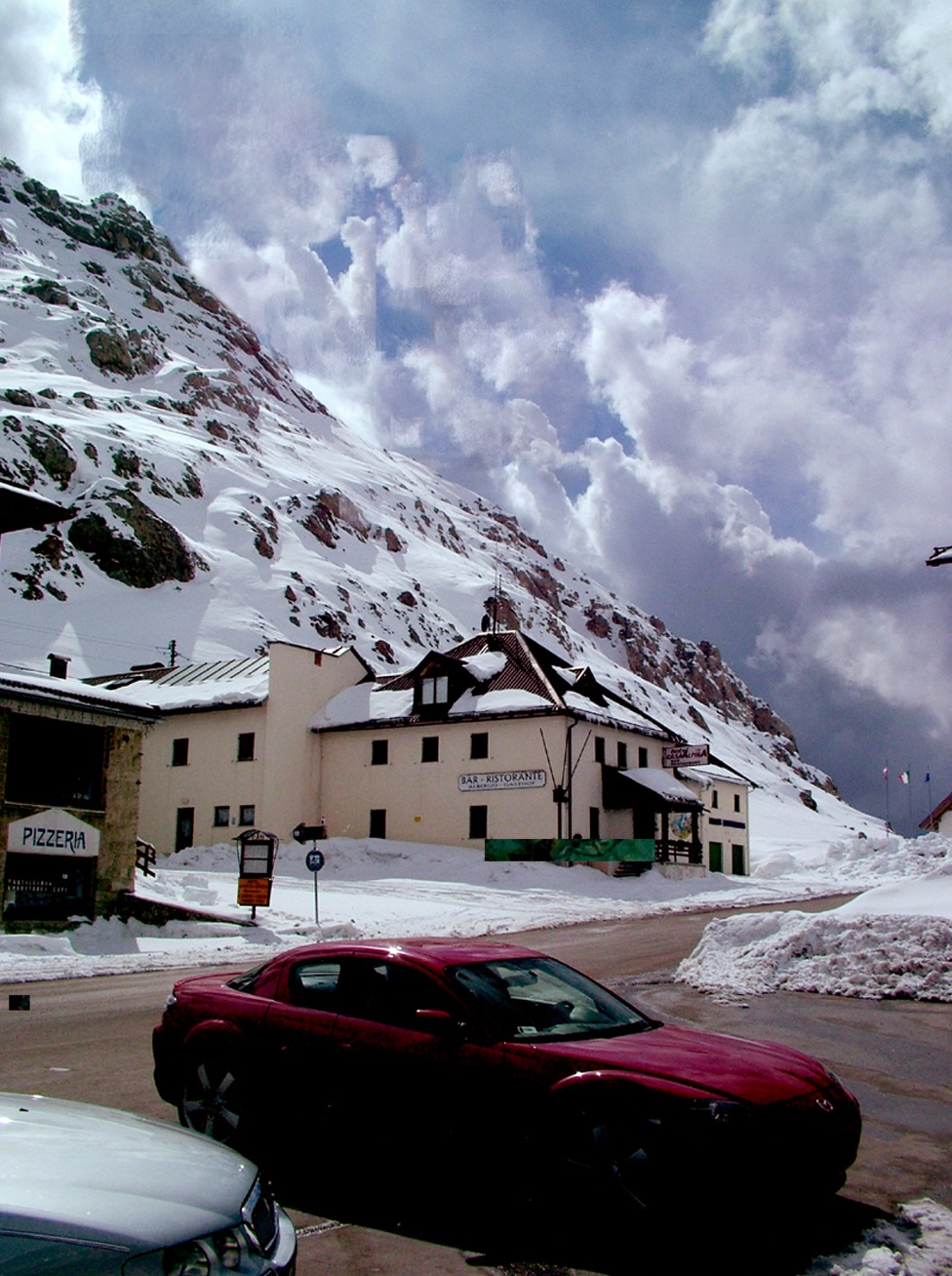
Pordoi-hágó

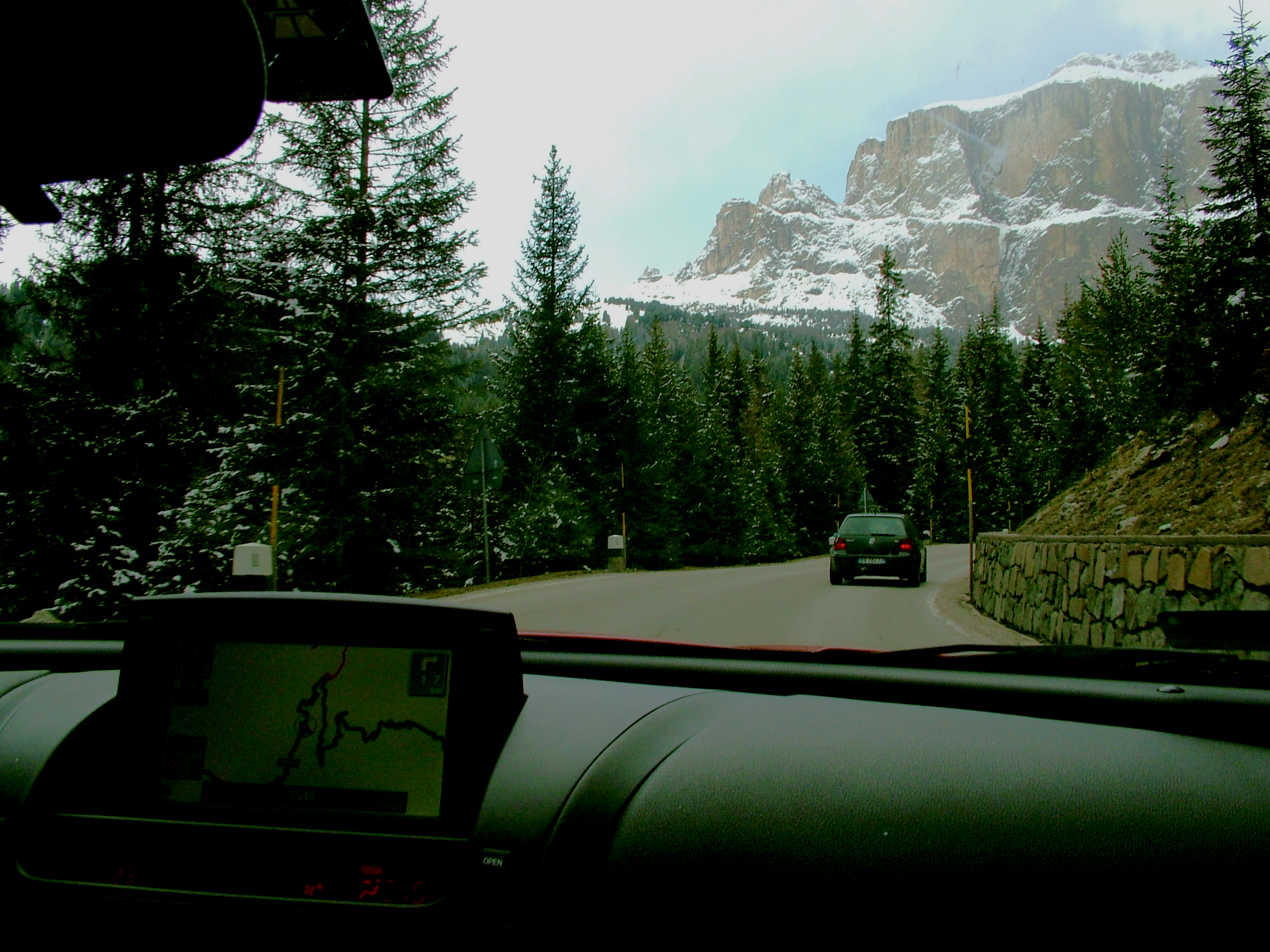
Út a Pordoi-hágóra, előtérben a Sas Pordoi (2950 m)

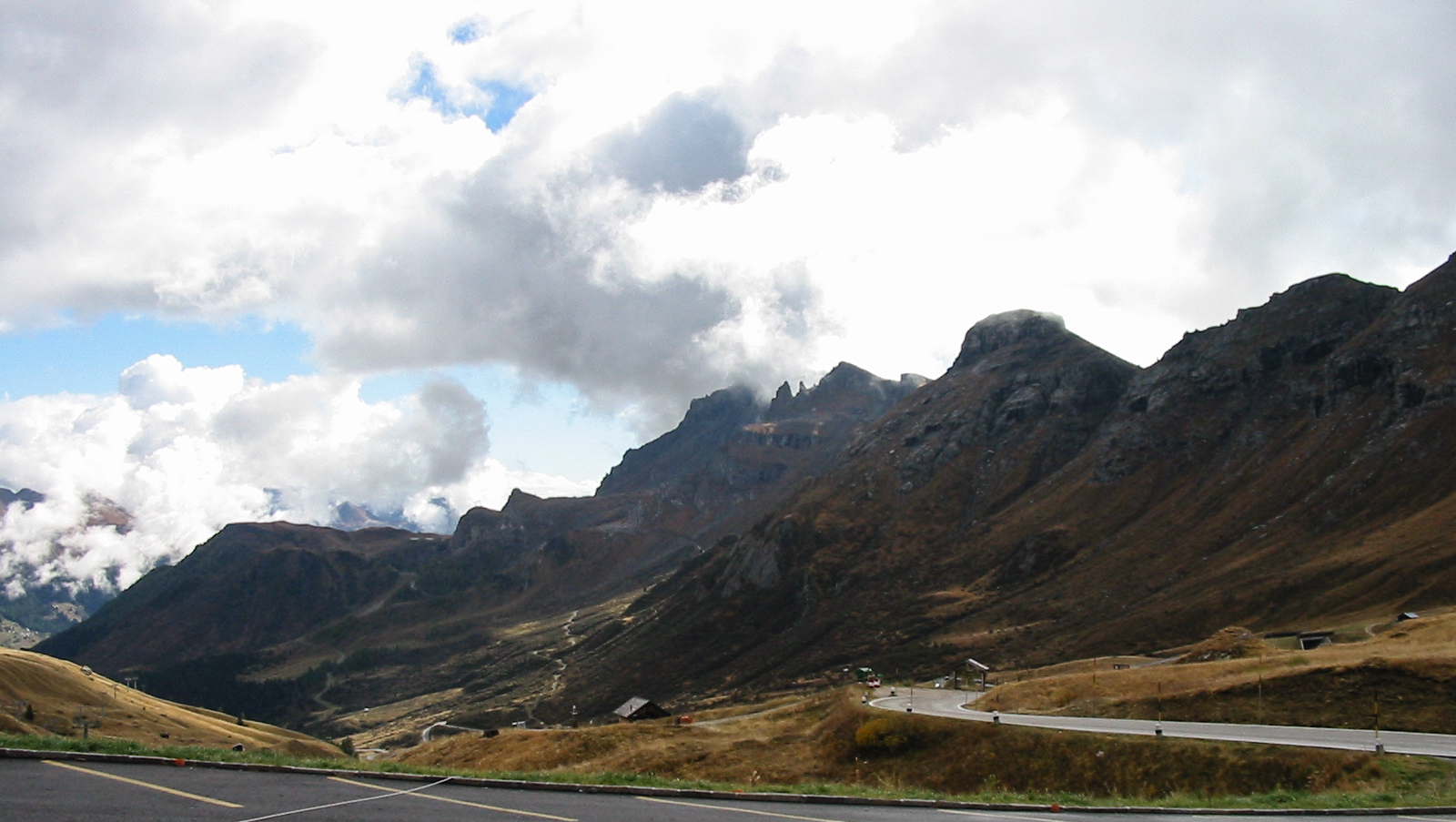
A Pordoi-hágó keleti lejtője, jobbra a Padon-gerinc

A hágón az SS 48. számú, Dolomit-sztráda nevű, nagy forgalmú országos főút halad át, melyet télen-nyáron járható állapotban tartanak.
A Pordoi eltéveszthetetlen. Nyugaton a Fassa-völgyben fekvő Canazei felől, keleten a Cordevole-völgyben lévő Arabba irányából fokozatosan felfelé igyekvő utak pályái a roppant Sella-csoport és a Sasso Pordoi árnyékában egyesülnek - ezt a helyet ismerik terrazza delle Dolomiti, azaz a Dolomitok terasza néven. A Sella-hegycsoport hegyvonulata a Pordoi mentén húzódik, közben kíváncsi tekintetet vet egy másik sziklás hegytömb, a Dolomitok Királynőjének nevezett Marmolata északi felére, amely 3343 méterével az egész vonulat legmagasabb csúcsa.
A hágó keleti, venetói lejtőjén délről a sötét Padon-gerinc kíséri az utat, amelynek legnyugatibb, Belvedere (2510 m) nevű csúcsa közvetlenül a hágót uralja. A Porta Vescovo (2562 m) és a Forcella Europa nyergeibe mennek fel az arabbai síliftek, innen át lehet jutni a Fedaia-tó völgyébe, a Marmolada leghosszabb sípályájára, a „Bellunese”-re. A hágó felől a Padon-gerinc annyira takarja a Marmolatát, hogy a hegyek gyűrűjében annak csak részei tűnnek fel. A hágó keleti lejtője Arabba síközpontnál ér véget, innen észak felé kiágazik Campolongo-hágóra vivő út, maga az SS48-as főút tovább halad tovább kelet felé a Fodóm-völgybe (Buchenstein / Livinallongo), és a Falzarego-hágó felé.
A Pordoi-hágótól délkeletre, a venetói oldalon ered a Cordevole patak, amely a Buchenstein-völgyön áthaladva, 70 kilométernyire délen a Piavébe torkollik, mint annak legnagyobb jobb oldali mellékfolyója. Keleti irányban a látképet az Arabbán túli Kreuzkofel-csoport és a Tofanák (Le Tofane) uralják.

## Táji-, természeti környezet
A Pordoiról nyíló kilátást - különösen a nyugatra található Rosengarten-csoport sziklás tornyainak gótikus sziluettjét - festette le Charles L. Freeston Az Alpok magashegyi útjai című könyvében (1910.). „A legragyogóbb látvány mind közül... magáról a Passo Pordoi tetejéről nyílik, pont mielőtt befordulunk az utolsó kanyarban. A horizont oly csodálatra méltóan nyílik meg előttünk, ami valóban párját ritkítja. Nyár derekán itt kevesebb hó és jég található, mint egyes svájci hágók csúcsain, azonban végtelenül sokfélék a sziluettek. A Dolomitok számos varázslatos jelensége közül is kimagaslik a felkelő és lenyugvó Nap sziklára vetülő sugarainak színjátéka, amelyre a hegyek élénk, megindítóan fenséges izzással válaszolnak."

## A hágó és hágó(út)ak története
A Pordoi-hágó születését a nagy dolomitút építésének köszönheti, ennek létesítését 1901-ben kezdték el és 1905-ben fejezték be. A hágó első szálláshelyei a Hotel Savoia és a Hotel Pordoi voltak. Ezek részben máig megtartották eredeti Jugendstil freskódíszeiket.
Az 1904-ben befejezett út már azelőtt intenzív csatározások és szörnyű küzdelmek helyszíne volt, mielőtt 1940-ben a Giro megérkezett volna ide, magával hozva saját „véres sportját.” Az első és második világháborúkban itt elesett csaknem 9000 német, osztrák és magyar katona maradványait ma már egy kör alakú csontkamra őrzi. Magán a hágón a főhajtás egy másik formájával találkozunk - az út itt Fausto Coppi emlékének adózik, akinek legendája szinte elválaszthatatlanul eggyé vált a Pordoi hírnevével.
A Canazei felőli emelkedő először hűs, fenyveses kanyarog át, majd havasi gyopárral tarkított alpesi mezőket szel ketté. míg végül 28 hajtűkanyar után eléri a hágót – a két útvonal közül ez a szívderítőbb.
Egy újabb Coppinak szentelt emlékművet találhatunk ott, ahol Canazeiből, nyugat felől indulva öt kilométer után az út elágazik, és balra a Sella-hágó (magasság 2214 méter; hosszúság 11,4 kilométer, átlagos emelkedés 6,6%),jobbra pedig a Pordoi felé vezet tovább.
A Pordoi-hágót északnyugatról a 3181 méteres Langkofel, a Sella-masszívumhoz tartozó Sass Pordoi (2950 m) sziklaplató, a Sass Forca (2917 m) és a legmagasabb sziklacsúcsként a Piz Boè (3152 m) övezi.
Emlékkövet állítottak ezen első korszak emlékére, amelyen a Nagy Dolomitút műszaki adatai is szerepelnek. E területen a turizmust az első világháború megszakította, mivel a Pordoi-hágótól nem messze keletre közvetlen frontvonal alakult ki.
Arabbánál volt az osztrák–magyar frontvonal. Az olaszok keletről, a Buchenstein (Livinallongo) völgy felől támadtak. A völgyet uraló Col di Lana hegy osztrák erődítményeit az olaszok sokáig nem tudták bevenni, ezért több hónapos munkával aknát fúrtak az állások alá. 1916. április 17-ról 18-ra virradó éjjel, folyamatos tüzérségi tűz közben lerobbantották a hegy nyugati csúcsát, a rajta lévő osztrák állásokkal együtt. Az ezt követő támadás nyomán az osztrákok a Col di Lana feladására kényszerültek, de mivel a szomszédos Monte Sief hegyre visszavonulva továbbra is kitartottak, az április 17–18-i akciót nem követte az olaszok frontáttörése. A hágókért folyó magashegyi harcok 1917 október végéig tartottak, amikor a caporettói áttörés nyomán az olasz csapatokat visszavonták a Piave mögé.
A Pordoi-hágótól gyalogosan el lehet érni azt az emlékhelyet, ahol az első világháború 8582 osztrák áldozatának, valamint a második világháborúban elesett 847 katonának temetője található.
Az 1950-es években felszámolt háborús károkat követően a régió e részén az üdülő- és idegenforgalom újabb gazdasági fellendülést eredményezett. 1962-ben Maria Piaz és fia, Francesco létesítették azt a Sass Pordoi-ra vivő kötélpályát, amely a Dolomitokban elsőnek számít.
Ezt követően a Sellára további felvonó-berendezéseket, turistaösvényeket és sziklamászó-helyeket létesítettek. A háborúban elpusztult szálloda ismét megnyílt, s további szálláshelyek, éttermek és szuvenír-árudák létesültek. A nyári hónapokban a hágó parkolóhelyének közelében a régió kereskedőinek árusítóhelyei működnek.

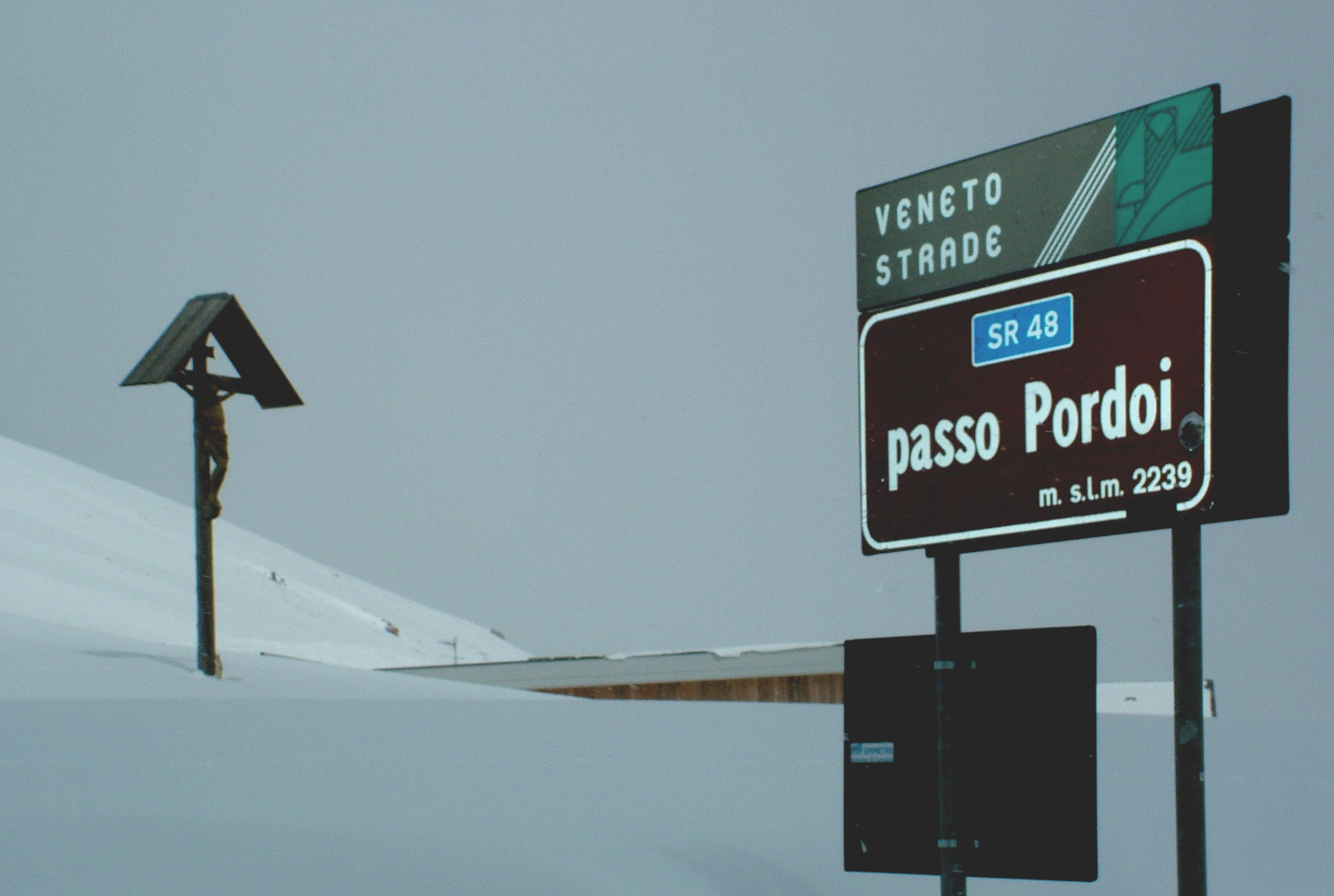
Téli hangulat Pordoi-hágóban

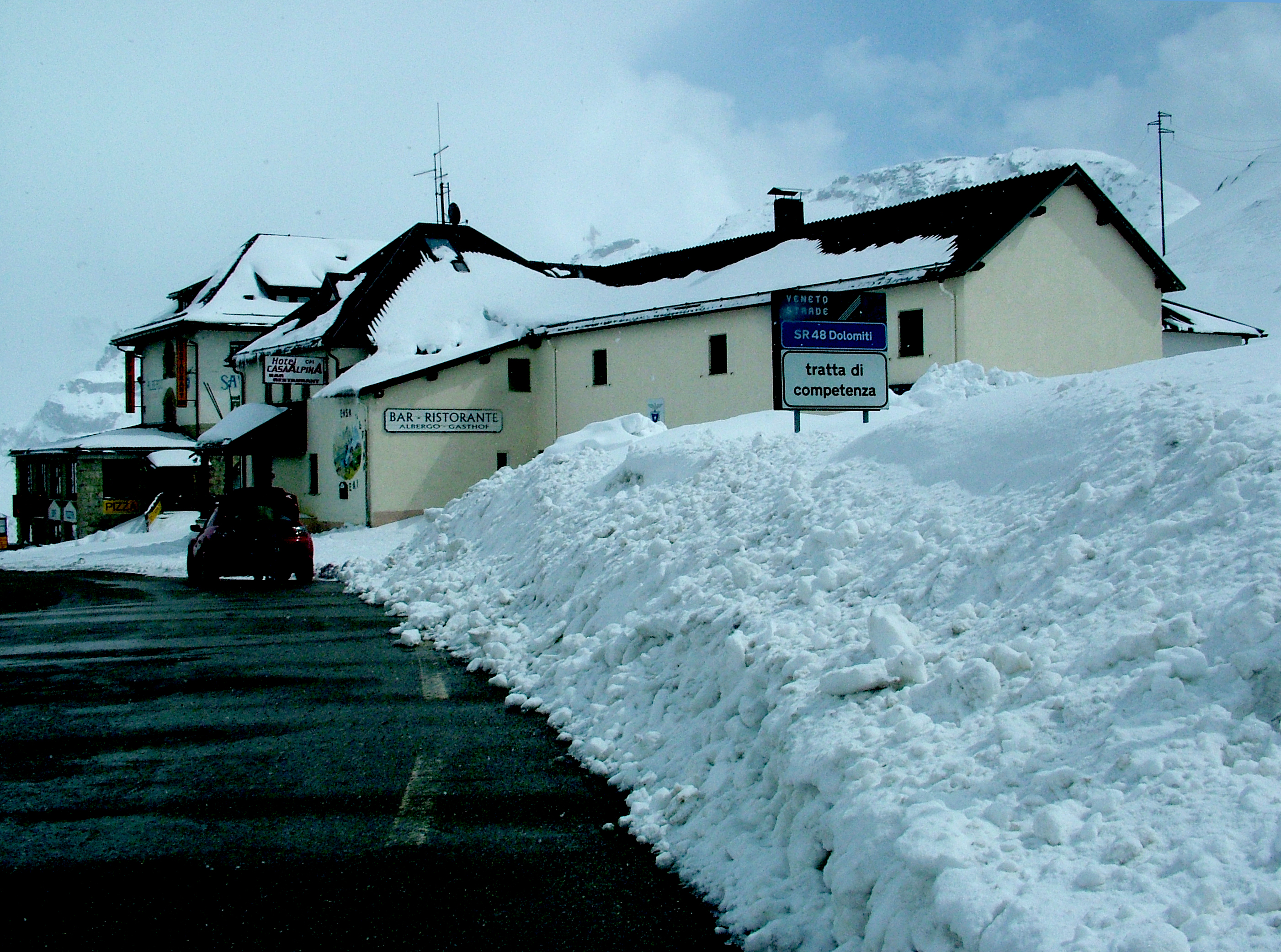
Pordoi-hágó

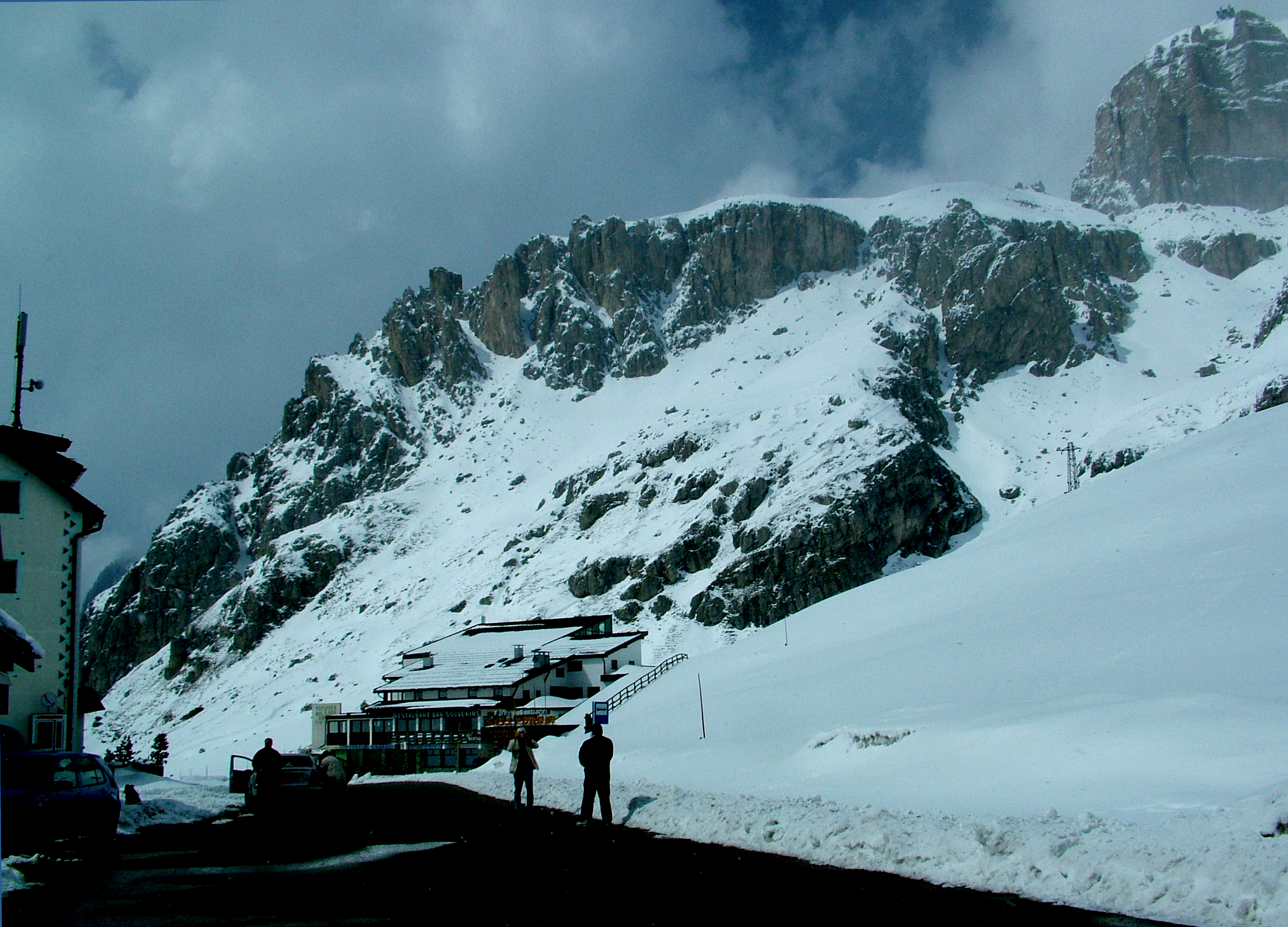
Pordoi-hágó a Pordoi-csúcs (2950 m) tövében

## Turisztikai infrastruktúra
A Pordoi-, a Sella-hágó (2244 m), a Gröden (2121 m),- és a Campolongo-hágó (1875 m) együttes bejárására szól a „Sella-körüli túraút négy hágón át” (Vierpassenfahrt rund um den Sella) hegyjáró útiprogram.
Könnyebb vándorösvények vezetnek Canazei-be és Arabbába. A Pordoi-résen (Pordoischarte) át a Sass Pordoi-ra, és távolabbra, a Piz Boè-ra vezet a „2. sz. Dolomiten-Höhenweg”. A kötélpálya, amely 4 perc alatt 700 métert emelkedik, jelentős mértékben megkönnyíti és lerövidíti a Sass Pordoi elérését.
A Marmolada előhegyeinek bejárását az úgynevezett „Bindelweg”- panorámaösvényen, a Tirol és Velence közti történelmi kalmárútvonalon lehet megtenni, meglátogatva a Marmolatát, a Fassa-völgyet és a Fedaia-hágót, a Fedaia-tavat. Ezen programok mindegyike a Dolomitok természeti szépségét tárja fel.
Télen a Pordoi-hágó alternatív lehetőséget kínál a Belvederéhez, mert a Sella hegycsoport körül kiépített összefüggő lesiklópálya- és liftrendszer, a Sellaronda kapcsolatot teremt Lupo Bianco/Belvederével is. Ez a pályarendszer a „Dolomiti Superski” regionális síterület részét képezi. Gyakorlott síelőknek való túra a Sass Pordoi, és a Pordoi-résen (Pordoischarte) át, vissza a hágóhoz, vagy egy másik magashegyi sítúra a Sella magasplatón át az északon nyíló Val di Mesdì-hez (olasz neve Val Mezdì, németül Mittagstall).
További lesiklópályák és síliftek találhatók a trentinói oldalon a Col di Ross térségében, valamint a venetói oldalon, Arabba és a Campolongo-hágó irányában is.

## Giro d’Italia
A Tour de France után a Giro d’Italia a második legrangosabb kerékpáros körverseny, amelyet évente májusban rendeznek meg. A versenyzők három héten keresztül járják be Itália tájait. Az egyes pályaszakaszok (etapok) különbözőek, vannak sík szakaszok sprinthajrával és hegyi szakaszok sprinthajrával vagy hegyi befutóval.
A Pordoi-hágó többször volt a Giro d’Italia kerékpárverseny szakaszcélja.
- 1999. június 6.: 6. szakaszgyőztes: a francia Charly Mottet;
- 1991. június 12.: 17. szakaszgyőztes: Franco Chioccioli;
- 1996. június 7.: 20. szakaszgyőztes: Enrico Zaina;
- 2001. június 1.: 13. szakaszgyőztes: a mexikói Julio Perez Cuapio.

## Történelmi és helyi emlékek
- I és II. világháborús elhunytak emlékhelye (Osszárium)
- A Pordoi-hágón található az ötszörös Giro-győztes Fausto Coppi (1919-1960) emlékműve.

## Képgaléria

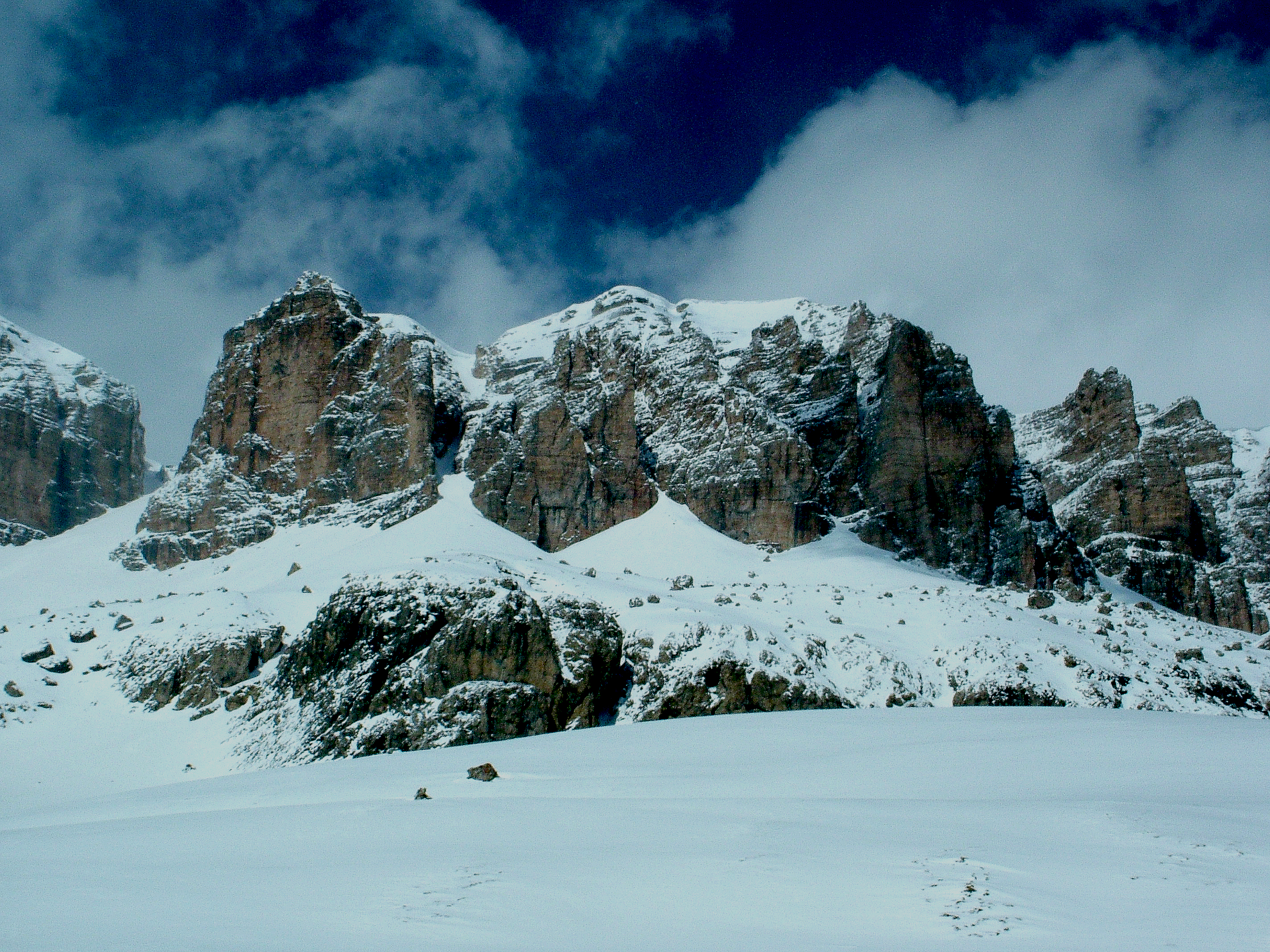
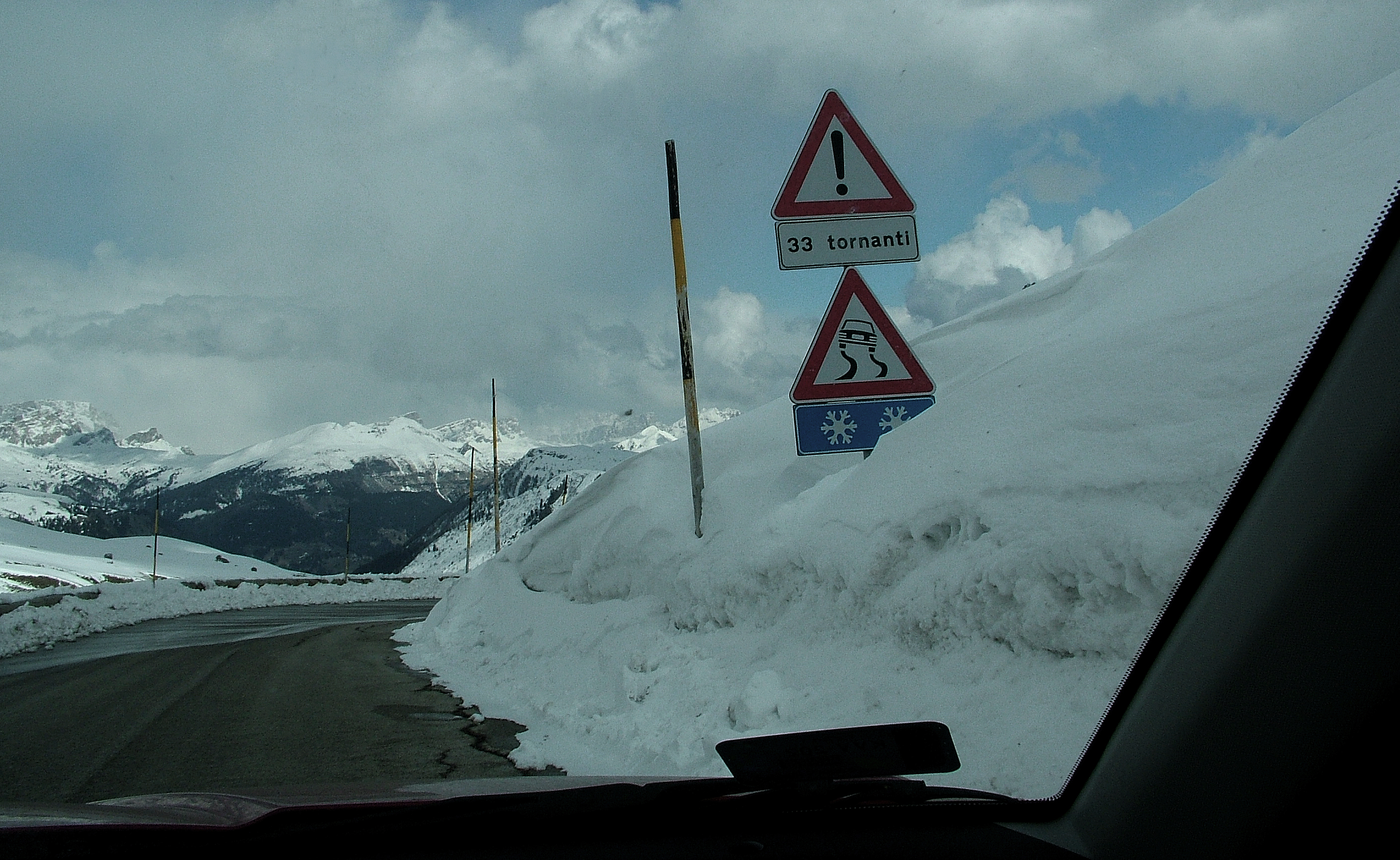
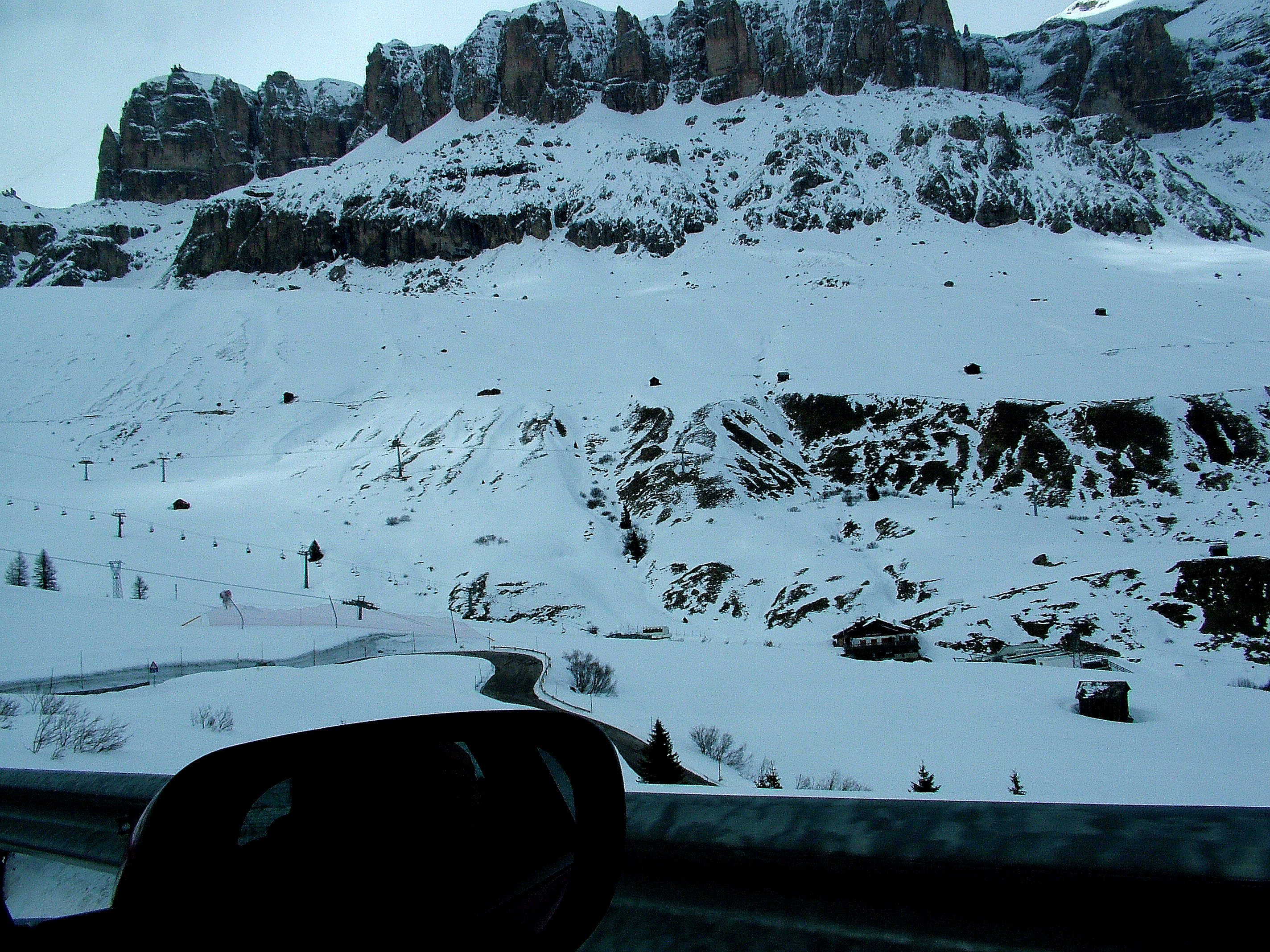
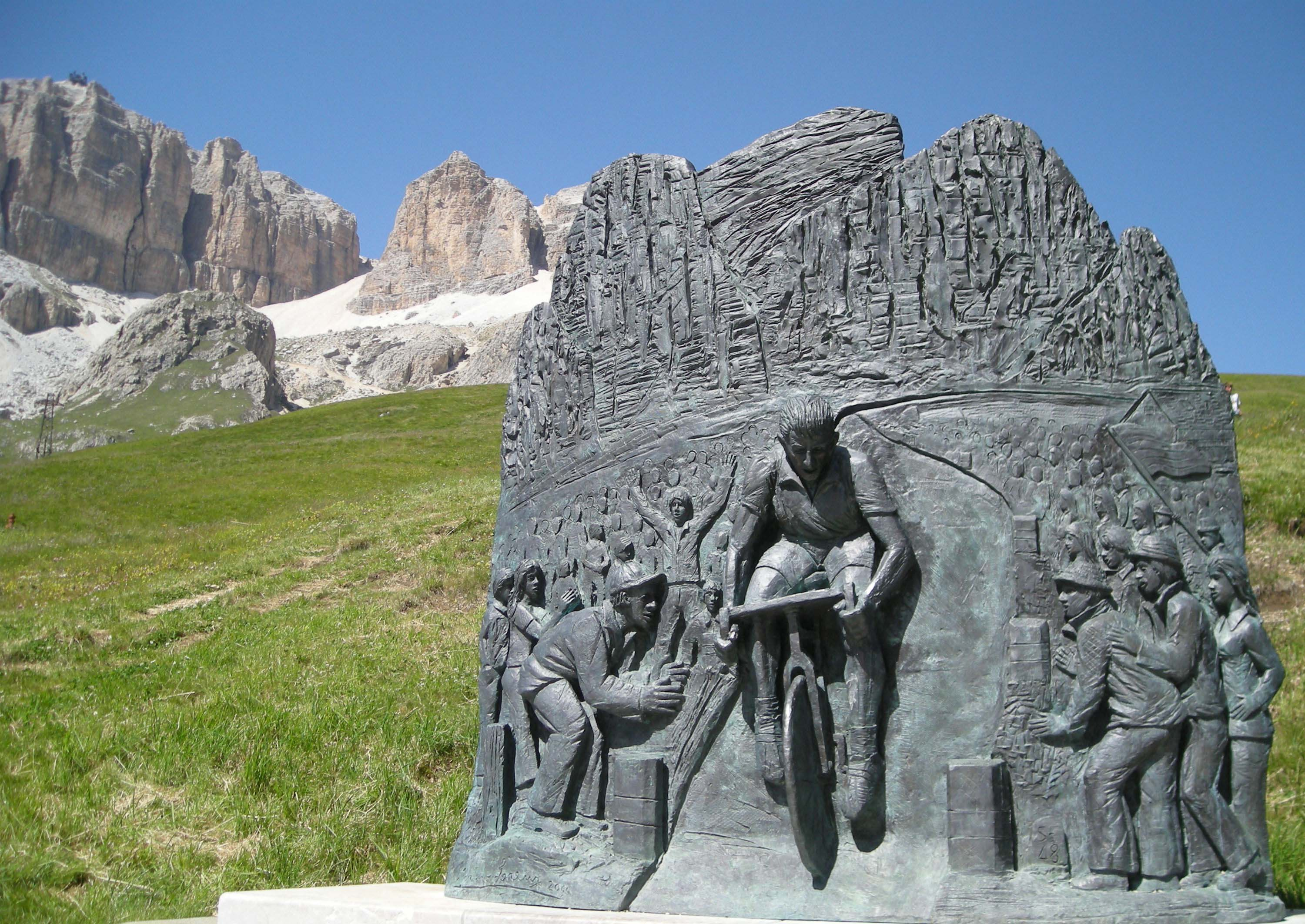
Fausto Coppi-emlékmű a hágóban